# دشت اروپا

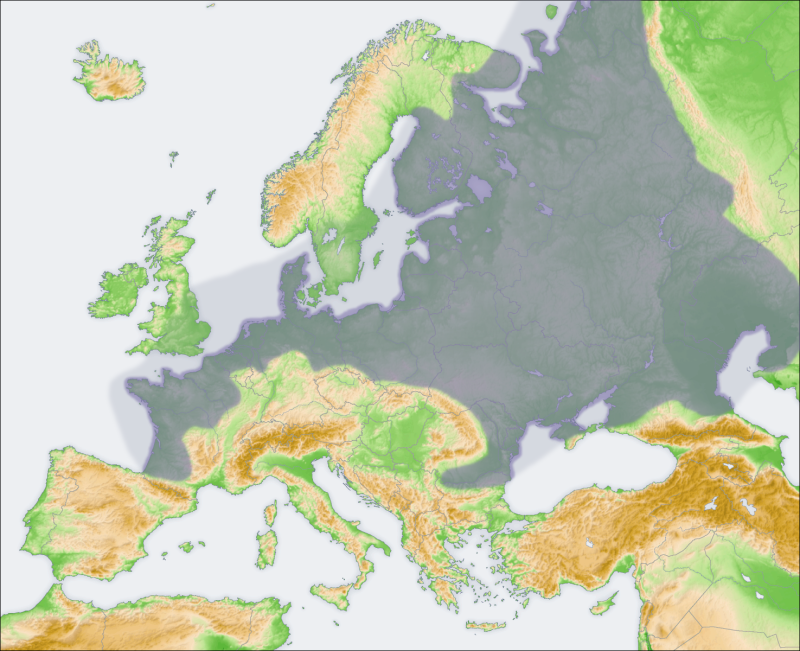
دشت اروپا با رنگ خاکستری مشخص شده‌است.

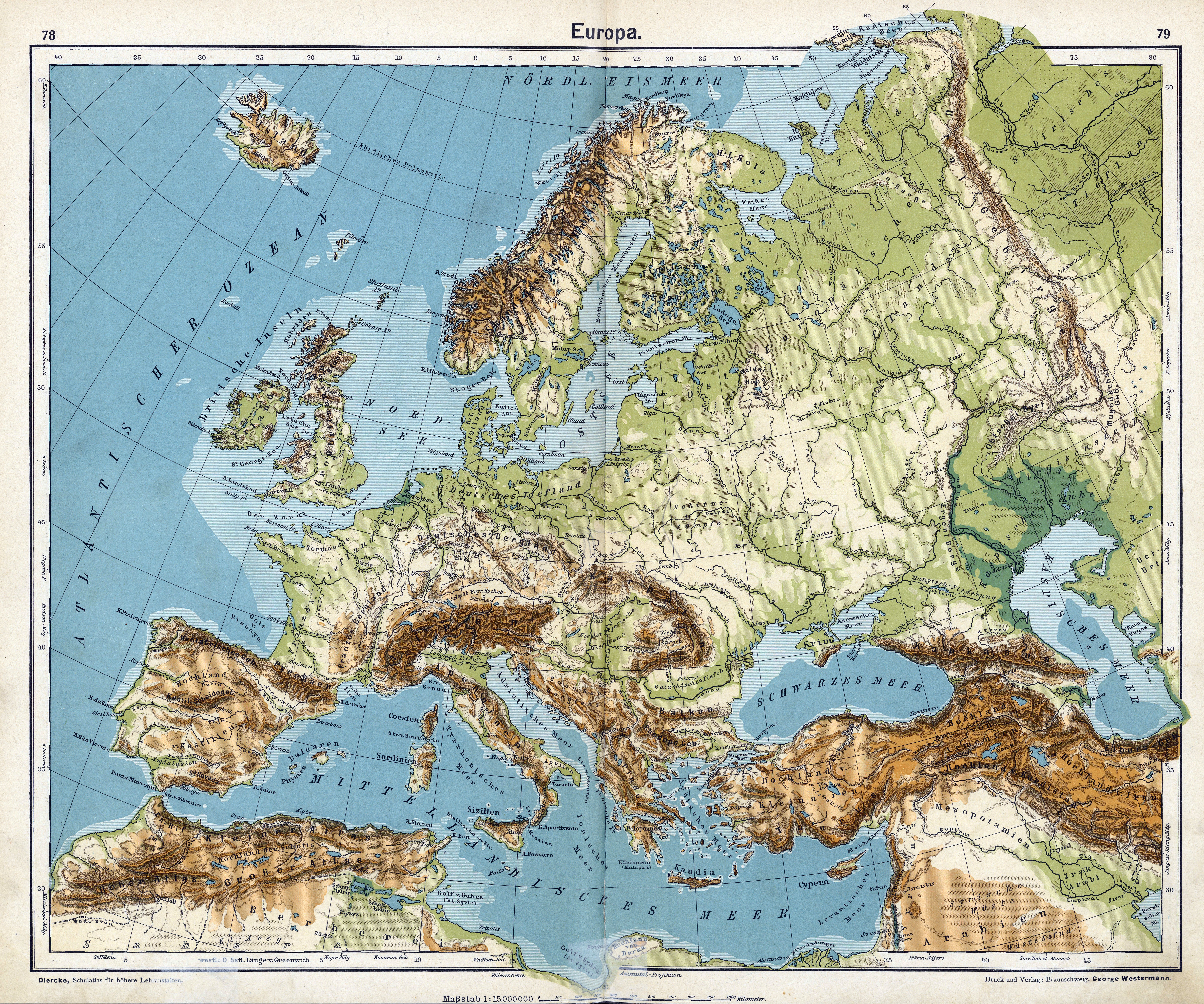
توپوگرافی اروپا

زیست‌بوم‌های بخش غربی قلمرو دیرین‌شمالگان

دشت اروپا (انگلیسی: European Plain) یا دشت بزرگ اروپا، دشتی در قاره اروپا است که و یکی از عارضه‌های جغرافیایی اصلی و یکی از چهار واحد توپوگرافی اصلی اروپا به نام پست‌بوم‌های مرکزی و داخلی اروپا به‌شمار می‌رود. این دشت بزرگ‌ترین زمین‌چهر بدون کوهستان در اروپا است، هرچند تعدادی کوهسار در آن قابل تشخیص است.

## موقعیت
دشت بزرگ اروپا از کوه‌های پیرنه و بخش فرانسوی ساحل خلیج بیسکی در غرب تا رشته‌کوه اورال روسیه در شرق کشیده شده و بخش‌هایی از بلژیک، هلند، آلمان، دانمارک، لهستان، لیتوانی، لتونی، استونی، فنلاند، بلاروس، اوکراین، مولداوی، رومانی، بلغارستان و قزاقستان را در بر می‌گیرد. بیشتر مساحت دشت بزرگ اروپا در ارتفاع زیر ۵۰۰ فوت (۱۵۲ متر) قرار دارد. سواحل آن در غرب و شمال غرب توسط آب‌های حوضه اقیانوس اطلس، در شمال‌شرقی توسط حوضه شمالگان و در جنوب‌شرقی توسط حوضه مدیترانه و دریای سیاه شسته می‌شود.
در جنوب دشت اروپای میانه، ارتفاعات و فلات مرکزی اروپا کشیده شده و تا قله‌های آلپ، کوه‌های کارپات و رشته‌کوه بالکان بالا می‌رود. دشت بزرگ اروپا در سمت شمال غربی در راستای کانال مانش، جزایر بریتانیا و مناطق پست آن‌ها کشیده شده و در سمت شمال در امتداد چندین تنگه شمال شبه‌جزیره یوتلاند، دشت مرکزی سوئد در شبه‌جزیره اسکاندیناوی قرار دارد که بخشی از بوم‌ناحیه فنواسکاندیا است.
بیشتر مساحت دشت اروپا در محدوده زیست‌بوم جنگل پهن‌برگ و مخلوط معتدله قرار دارد ولی انتهای بخش شرقی آن در بوم‌ناحیه استپ اوراسیا قرار دارد.
به‌جز دشت بزرگ اروپا، دشت‌های کوچک‌تری مانند حوضه پانونی یا دشت دانوب میانی نیز در این قاره وجود دارد که در اروپای مرکزی، دشت پو واقع در دره رود پو، دشت تراکیه و دره رود ماریتسا و پست‌بوم‌های جزایر بریتانیا قرار دارند.
دشت بزرگ اروپا به دو بخش دشت اروپای شمالی (دشت اروپای مرکزی/میانی) و دشت اروپای شرقی تقسیم می‌شود. بر پایه یک تقسیم‌بندی تاریخی و نه ژئومورفولوژیکی، بخش روسی دشت اروپای شرقی، به نام دشت روسیه نیز نامیده می‌شود که تقریباً تمامی روسیه اروپایی را می‌پوشاند.
در غرب اروپا دشت نسبتاً باریک است و در بخش شمالی اروپا عرض آن عمدتاً به ۲۰۰ مایل یا ۳۲۰ کیلومتر می‌رسد، اما به‌طور قابل توجهی به سمت بخش شرقی خود در روسیه غربی گسترش می‌یابد.

## آب‌شناسی
دشت مرکزی اروپا توسط رودهای متعددی مانند لوآر، راین و ویستولا در غرب، رود دوینای شمالی و رود دائوگاوا با جهت جریان به سمت شمال در شرق اروپا و روسیه و رود ولگا، دن و رود دنیپر با جهت جریان جنوبی در روسیه اروپایی بریده شده‌است.

### فهرست پهنه‌های آبی بزرگ
- دریای بالتیک
- خلیج بیسکی
- دریای سیاه
- دریای خزر
- کانال مانش
- خلیج بوتنی
- دریای شمال
- دریای آزوف
- دریای سفید

## بوم‌شناسی
دشت اروپا پیش از سکونت انسان و جنگل‌زدایی ناشی از آن عمدتاً توسط جنگل پوشیده شده بود. جنگل بیاوویسکا یکی از آخرین (و بزرگ‌ترین) بقایای این جنگل باستانی است که در مرز بین بلاروس و لهستان قرار دارد. اکنون دشت اروپا پربارترین منطقه اروپا از نظر کشاورزی است. مناطق بوم‌شناختی آن عبارتند از:
- جنگل‌های مخلوط اطلس
- جنگل‌های مخلوط بالتیک
- استپ جنگلی اروپای شرقی
- استپ پونتیک-کاسپین